# Estudios sobre los Estudios de Chopin

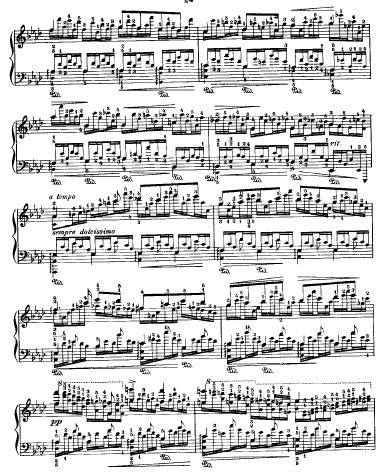
Los arreglos de Godowski sobre los Estudios de Chopin son extremadamente difíciles.

Los Estudios sobre los Estudios de Chopin de Leopold Godowski son un conjunto de cincuenta y tres piezas arregladas de los Estudios de Fryderyk Chopin. En realidad son cincuenta y cuatro, ya que el Estudio Op. 25, n.º 2 presenta dos versiones en la misma página. Estas obras son unas de las más conseguidas y mejores de Godowski, que no pretendía mejorar los estudios originales, sino solo hacer un tributo al gran compositor polaco y conseguir que, practicando sus versiones, se pudiera llegar a conocer mejor la belleza de los Estudios de Chopin. Debido a su número, también son conocidos simplemente como los «53 Estudios». 
Unos pocos estudios se perdieron y no se sabe nada de ellos excepto sus nombres. Por ejemplo, una gran pérdida es la del estudio que reunía los tres estudios de Chopin en la menor. Marc-André Hamelin y Alistair Hinton han querido hacer homenaje a esta obra de Godowski y han hecho sus propias versiones de este estudio perdido.

## Recepción
Estos Estudios sobre los Estudios de Chopin han conseguido su renombre por su alta dificultad técnica. Hay que recordar que los Estudios originales de Chopin ya eran de por sí difíciles. El crítico Harold Charles Schonberg los calificó como «las cosas más imposibles jamás escritas para el piano». En veintidós de los estudios, como el «Ignus Fatuus» (Fuego fatuo), sobre el Estudio Op. 10 n.º 2 de Chopin, se coloca la parte que debe interpretar la mano derecha en la mano izquierda, mientras que la mano derecha se ocupa del acompañamiento. Otros son exclusivamente para la mano izquierda, por ejemplo, el estudio sobre el Estudio revolucionario, que además está transpuesto a Do sostenido menor. Un estudio, llamado «Badinage», incluso combina dos estudios, ambos en Sol bemol mayor: el Estudio Op. 10 n.º 5 («La négresse») y el Estudio Op. 25 n.º 9 («Mariposa»). 
Otro estudio de Godowski aparte de estos sobre los de Chopin, el Étude Macabre, con versión para la mano izquierda en solitario y para ambas manos, es también extremadamente difícil.

## Contenido
Se pueden dividir en siete grupos: 
1. Transcripciones estrictas: versiones de los estudios con una sola mano.
2. Transcripciones libres
3. Inversiones
4. Variaciones libres
5. Combinaciones de varios estudios, como en el caso de los estudios números 47 y 48.
6. Cantus firmus: la mano izquierda toca la parte original de la mano derecha, que en este caso acompaña.
7. Metamorfosis: se cambia todo menos la estructura.

## Discografía
- Se encuentran disponibles en una edición completa de Lienau.
- Los Estudios sobre los Estudios de Chopin han sido grabados todos ellos por Marc-André Hamelin.[1]